# Cetatea Frankenstein (Pfalz)
 Cetatea Frankenstein este o cetate situată deasupra localității Frankenstein din landul Rheinland-Pfalz.

## Galerie de imagini

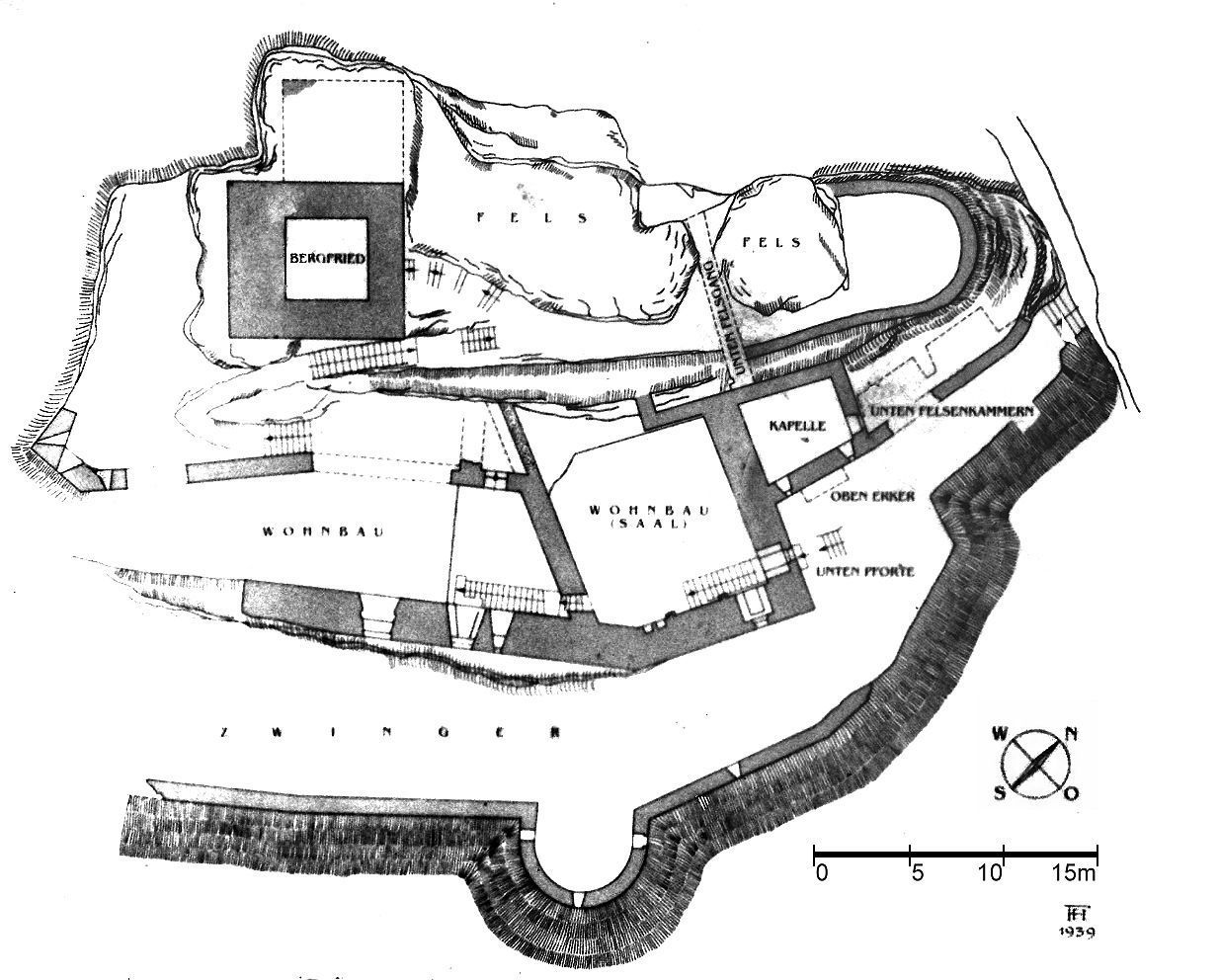
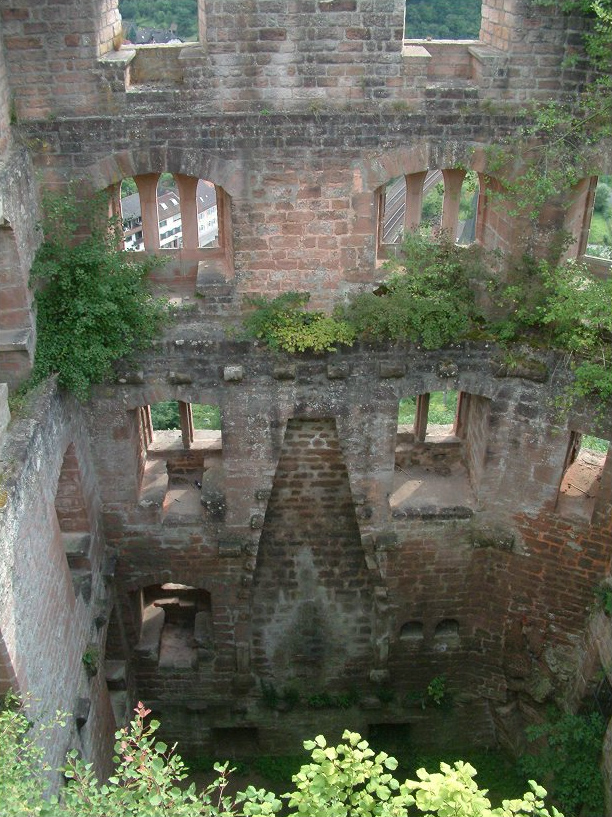
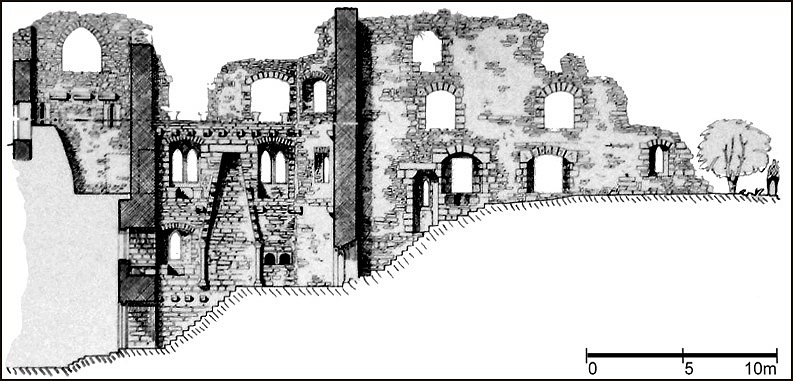
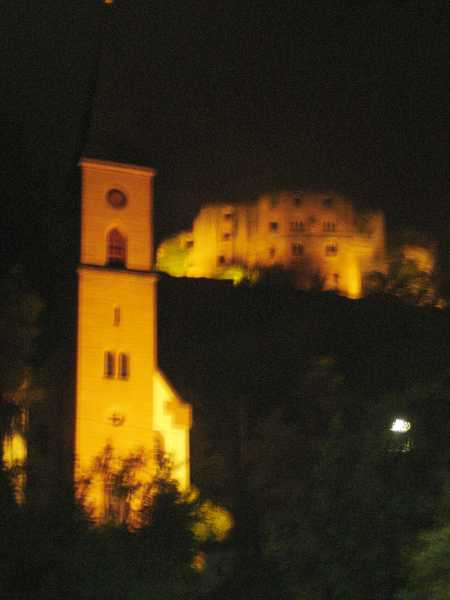